# سري نسيبة
سري نسيبة (12 فبراير 1949 -) رئيس جامعة القدس (1995 - 2014) وأستاذ الفلسفة، فلسطيني من مواليد دمشق في سنة 1949، أثناء هجرة عائلة والدته من الرملة، رجع أبواه إلى القدس حيث نشأ والتحق بمدارسها حتى تخرجه سنة 1966. حائز على شهادات الفلسفة من جامعة اكسفورد في بريطانيا سنة 1971 والفلسفة بالإسلام من جامعة هارفرد عام 1978. له توجه فلسفي ليبرالي ضمن منظور إسلامي. حتى كانون الأول (ديسمبر) 2002 كان ممثلاً للسلطة الوطنية الفلسطينية في القدس. في عام 2008، في استطلاع مفتوح عبر الإنترنت، حل نسيبة في المرتبة 24 من بين أكثر المفكرين تأثيرًا في العالم على قائمة أفضل 100 مفكر لمجلة بروسبكت (المملكة المتحدة) وفورين بوليسي (الولايات المتحدة).

## الخلفية العائلية
يرجع تاريخ عائلة نسيبة في القدس لأكثر من 1300 عام، حيث ينحدرون من عبادة بن الصامت، شقيق نسيبة بنت كعب، وحسب التقاليد، أخذت عائلة نسيبة اسمها من نسيبة بنت كعب المازنية، التي كانت أنصارية حاربت جنباً إلى جنب مع النبي محمد في غزوة أحد وكانت مثالاُ للمرأة التي أخذت دوراً قيادياً في الإسلام. منذ وصول الإسلام إلى القدس في القرن السابع، حملت هذه العائلة المسلمة السنية مفاتيح كنيسة القيامة. وقد استمر هذا التقليد منذ أيام الخليفة عمر بن الخطاب، الذي كان يأمل في تجنّب الاشتباكات بين الطوائف المسيحية المتناحرة للسيطرة على الكنيسة.
وفقًا للتقاليد العائلية، فقد احتفظوا بالحق الحصري لامتلاك مفاتيح كنيسة القيامة حتى العصر العثماني، عندما حصلت عائلة جودة على أمر بتقاسم الملكية. ادعى الأكاديمي الإسرائيلي موشيه أميراف مع ذلك أن نسيبة أجاب بالنفي على استفسار حول حيازة عائلته للمفاتيح حتى الآن، قائلا: «لم تعد هناك حاجة إليها.».
تزوج جد نسيبة من ثلاث عائلات فلسطينية مختلفة من الوجهاء، الشهابي، وأسرة درويش من عائلة الحسيني المعروفة، والنشاشيبي، وبالتالي، على حد تعبير نسيبة: «في غضون بضع سنوات [...] تمكن من تجميع أربع عائلات مقدسية قديمة، اثنتان منها كانتا خصمتين لدودين».

## سيرته
ولد نسيبة في دمشق، سوريا، للسياسي أنور نسيبة الذي كان رجل دولة بارزًا، ومتعمقًا في السياسة والدبلوماسية الفلسطينية والأردنية (بعد 1948). وعمل والده محامياً وقاضياً وعضواً في اللجنة العربية العليا في القدس ثم كان وزيرا بأول حكومة فلسطينية التي شكلها الحاج أمين الحسيني بغزة بعد حرب 1948، وشارك في الحياة السياسية الأردنية كنائبٍ في البرلمان، ثم وزير ومحافظاً للقدس وسفيراً في بريطانيا العظمى.ولدت والدته، نزهة الغصين، ابنة الزعيم السياسي الفلسطيني يعقوب الغصين في الرملة، لعائلة من الأرستقراطيين الأثرياء مالكي الأراضي في وادي حنين (تسمى الآن نيس زيونا)، كانت والدته قد غادرت فلسطين في عام 1948 لتجنب القتال، وفقد والده إحدى ساقيه عندما أصيب أثناء مشاركته في حرب التطهير العرقي لفلسطين بين عامي 1947 و 1948. انتقلوا إلى القاهرة بعد بضع سنوات، حيث شارك والده في تشكيل حكومة عموم فلسطين الأولى في المنفى. عند عودته إلى القدس، عاش على بعد بضع مئات من الأمتار فقط من عاموس عوز، ومن قراءته مذكرات الأخير عن نشأته، صدمته الاختلافات العميقة بين تجربتهما كأطفال في نفس المدينة. امتلكت عائلتهم أرضًا زراعية في الكرامة ساعد في حرثها بالجرار خلال الإجازات الصيفية. وكانت بلدة الكرامة بعد ذلك موقعًا لما أصبح يوصف في الذاكرة الفلسطينية باسم ستالينجراد الفلسطينية (معركة الكرامة). خلال احتلال إسرائيل للضفة الغربية في حرب 1967، قامت القوات الإسرائيلية بتدمير منزل العائلة في القدس، ونهب جميع ممتلكاتهم. بعد بضعة أشهر، صادرت سلطات الاحتلال بعد ذلك ملكية الأسرة التي تبلغ مساحتها 200 فدان في غور الأردن.
في خريف عام 1967، ذهب نسيبة لدراسة الفلسفة في كنيسة المسيح بأكسفورد. هناك أصبح صديقًا لأفيشاي مارغاليت، وكذلك أحمد وليدي، الطالب الفلسطيني الوحيد الآخر هناك في ذلك الوقت، وابن الباحث المعروف وليد الخالدي. كانت فترة تميزت بالاضطرابات الطلابية الثورية، وفي هذا الوقت عرّفه أحمد على تعقيدات وتفاصيل الفصائل السياسية الفلسطينية، والتي تم تصويرها بصورة ساخرة في كتاب مونتي بايثون «حياة براين». أمضى نسيبة فصل الصيف في القدس، حيث بدأ في عام 1968 بدراسة اللغة العبرية، وقضى فترة عمل في كيبوتس هازوريا، وفي العام التالي، ساعد في إخماد النيران التي تسبب فيها المتطرف المسيحي الأسترالي مايكل روهان عندما حاول الأخير حرق المسجد الأقصى من خلال إشعال النار في منبر صلاح الدين في حلب البالغ من العمر 1000 عام.
في أكسفورد، التقى نسيبة بلوسي أوستن، ابنة الفيلسوف البريطاني جون إل أوستن، والمؤسس المستقبلي لمنظمة MEND غير الحكومية. تزوجا في أواخر عام 1973 على يد مفتي القدس الشيخ سعد الدين جلال العلمي، وأنجبا أربعة أطفال: ثلاثة أولاد، جمال، أبسل، براق، وابنة واحدة، وهي نزهة. أثناء وجوده في أكسفورد، انجذب سري كثيرًا إلى الفلسفة اللغوية التي قدمها لودفيج فيتجنشتاين وطورها أوستن. بعد حصوله على شهادته في أكسفورد. أمضى عامًا في معهد واربورغ بلندن، بعد سماعه محاضرة لعبد الحميد صبرة المؤرخ المصري، والتي شدته إلى دراسة علماء المعتزلة، وفكر الغزالي والأشعرية.
بعد فترة وجيزة من العمل في أبو ظبي، سعى نسيبة للحصول على درجة الدكتوراه في الفلسفة الإسلامية من جامعة هارفارد، ابتداءً من خريف عام 1974، وحصل عليها في (1978). عاد إلى الضفة الغربية عام 1978 للتدريس في جامعة بيرزيت وانتخب رئيسا لرابطة أساتذتها بعد سنة واحدة (وظل أستاذاً للفلسفة والدراسات الثقافية حتى تم إغلاق الجامعة من 1988 إلى 1990 خلال الانتفاضة الأولى). في الوقت نفسه، قام بتدريس الفلسفة الإسلامية في الجامعة العبرية في القدس. خلال أوائل الثمانينيات، ساعد في تنظيم نقابة المعلمين في بيرزيت، وقضى ثلاث فترات كرئيس لاتحاد هيئة التدريس والموظفين هناك. نسيبة هو أيضًا مؤسس مشارك لاتحاد الموظفين في قطاع التعليم في جميع أنحاء الضفة الغربية.

## النشاط السياسي
لطالما كان يُنظر إلى سري نسيبة على أنه «فلسطيني معتدل». في تموز/يوليو 1987، التقى نسيبة وفيصل الحسيني مع موشيه أميراف، عضو حزب الليكود الإسرائيلي ليصبحا أول فلسطينيين بارزين يلتقيان بعضو من اليمين الإسرائيلي. كان أميراف يختبر هو ومجموعة قريبة من رئيس الوزراء آنذاك إسحاق شامير إمكانية عقد اتفاق تاريخي مع منظمة التحرير الفلسطينية وحركة فتح.
بعد سنوات من العمل في سبيل إقامة دولة فلسطينية فاعلة إلى جانب دولة إسرائيل، صار نسيبة بحلول عام 2011 يشير إلى حل الدولتين على أنه «خيال». في «ما هي قيمة الدولة الفلسطينية؟» (مطبعة جامعة هارفارد، 2011) دعا إلى «تجربة فكرية» لدولة واحدة تضم فيها إسرائيل جميع الأراضي، وأن يكون الفلسطينيون «مواطنين من الدرجة الثانية» يتمتعون «بحقوق مدنية وليست سياسية» يستطيع من خلالها اليهود «إدارة البلاد بينما يمكن للعرب العيش فيها». تم رفض هذا الاقتراح وانتقاده واعتباره «مخادع». صار نسيبة يتحدث عن خطوات نحو نسخة ما من حل الدولة الواحدة، كدولة ثنائية قومية مثلا.

### الانتفاضة الأولى
كان نسيبة أيضًا قائدًا مهمًا خلال الانتفاضة الأولى، حيث قام بكتابة إعلان المبادئ الفلسطيني وعمل على تقوية حركة فتح في الضفة الغربية. ساعد نسيبة في تأليف إعلان استقلال الفلسطينيين «الداخلي» الصادر في الانتفاضة الأولى، وإنشاء 200 لجنة سياسية و28 لجنة فنية كان الهدف منها أن تكون بنية تحتية «جنينية» لإدارة فلسطينية مستقبلية.

### حرب الخليج الأولى
بعد إطلاق صواريخ سكود على تل أبيب، عمل نسيبة مع حركة السلام الآن الإسرائيلية على نهج مشترك لإدانة قتل المدنيين في الحرب. لكنه قُبض عليه ووُضع قيد الاعتقال الإداري في 29 كانون الثاني (يناير) 1991، بتهمة أنه عميل عراقي. ثم تم استجوابه بعد الاعتقال من قبل مسؤولين بريطانيين وأمريكيين، وحثت الإدارة الأمريكية على وجوب توجيه الاتهام إليه وإلا فيتم الشك في أن الاعتقال سياسي. وقد تبنته منظمة العفو الدولية كسجين رأي. وكتب أكاديميون خطابات اعتراض من بينهم بيتر ستراوسون، وأشعيا برلين، وهربرت هارت، وأرسلوها إلى صحيفة ذا تايمز. قال بعض الإسرائيليين إن هذه الخطوة تهدف إلى تشويه سمعة نسيبة أمام الرأي العام الدولي. ورأى الفلسطينيون في الاعتقال بمثابة تحذير سياسي من أن إسرائيل لا تنوي التفاوض مع أي زعيم فلسطيني مهما كان "معتدلا". على سبيل المثال، قال صائب عريقات: "هذه رسالة لنا نحن الفلسطينيين المعتدلين. الرسالة هي، "يمكنكم أن تنسوا حدوث مفاوضات بعد الحرب لأننا سنحرص على عدم وجود من نتحدث معه". أطلق سراحه بعد فترة وجيزة من انتهاء الحرب دون توجيه تهم إليه، بعد 90 يومًا من السجن في سجن الرملة.

### مبادرات وأنشطة السلام منذ عام 2000
لم يكن نسيبة ناشطًا سياسيًا خلال معظم عملية السلام في أوسلو، ولكن تم تعيينه ممثلاً لمنظمة التحرير الفلسطينية في القدس عام 2001. خلال هذه الفترة بدأ نسيبة يقترح بشدة أن يتنازل الفلسطينيون عن حقهم في العودة مقابل إقامة دولة فلسطينية في الضفة الغربية وقطاع غزة. وقد نددت عدد من المنظمات الفلسطينية بشدة بآرائه حول هذه القضية.
وانتقد نسيبة عسكرة الانتفاضة في كانون الثاني (يناير) 2002 ودعا إلى نبذ التفجيرات الانتحارية وإقامة فلسطين كدولة منزوعة السلاح: «يجب أن تكون الدولة الفلسطينية منزوعة السلاح - ليس لأن هذا ما تطالب به إسرائيل، ولكن لمصلحتنا». ورفض بعض كبار الشخصيات الإسرائيلية، مثل أوزي لاندو، الاقتراح ووصفوه بأنه خدعة.
في عام 2002 نشر سري نسيبة ومدير الشاباك السابق عامي أيالون «صوت الشعب»، وهي مبادرة مدنية إسرائيلية فلسطينية تهدف إلى دفع عملية تحقيق السلام بين إسرائيل والفلسطينيين، وكتبا مشروع اتفاق سلام دعا إلى قيام دولة فلسطينية قائمة على حدود عام 1967 ومن أجل حل وسط بشأن حق العودة للفلسطينيين. تم إطلاق مبادرة صوت الشعب رسميًا في 25 يونيو 2003.
في عام 2002، عيّن ياسر عرفات نسيبة ممثلاً لمنظمة التحرير الفلسطينية في القدس الشرقية، وهو المنصب الذي تقلده بعد وفاة فيصل الحسيني المفاجئة.
في عام 2008، قال نسيبة إن البحث عن حل الدولتين صار متعثرًا. ودعا الفلسطينيين إلى بدء نقاش حول فكرة حل الدولة الواحدة.

## الانتماءات والعضويات
نسيبة هو رئيس ومؤسس المجموعة الاستشارية الفلسطينية، ومؤسس مشارك وعضو في العديد من المؤسسات الفلسطينية بما في ذلك جمعية أصدقاء المرضى في القدس، واتحاد العاملين في قطاع التعليم في الضفة الغربية، والمجلس العربي للشؤون العامة، ولجنة مواجهة القبضة الحديدية ومجلس القدس العربي. وهو أيضًا عضو في المجلس الاستشاري للمركز الدولي للأخلاقيات والعدالة والحياة العامة بجامعة برانديز.
على الصعيد الدولي، نسيبة عضو في اللجان التنفيذية والإدارية لبرنامج ماكجيل الشرق الأوسط. في تشرين الثاني (نوفمبر) 2007، بعد نشر كتاب ذات مرة: حياة فلسطينية، سافر إلى مونتريال بكندا، لإلقاء محاضرة حول برنامج المشاركة المجتمعية ورؤيته للسلام.

## زمالة ومواقع أكاديمية
• رئيس جامعة القدس من 1995 – 2014؟
• أستاذ الفلسفة، دائرة الفلسفة، جامعة القدس.
• زميل غير مقيم، مركز الإنسانيات، جامعة جون هوبكنز 2011-2014.
• محاضر زائر، جامعة السوربون 2011.
• زميل، معهد بيكر للسياسات العامة، جامعة رايس 2006.
• زميل، معهد رادكليف للدراسات المتقدمة، جامعة هارفرد 2004-2005.
• محاضر زائر، كلية باليول، إكسفورد UK 2013.
• زميل، مركز وودرو ويلسون الدولي للباحثين، واشنطن العاصمة 1994-1995.
• أستاذ مساعد، الفلسفة والدراسات الثقافية، جامعة بيرزيت 1978-1990.
• محاضر زائر، الفلسفة الإسلامية، الجامعة العبرية 1979-1980.
جوائز:
• درجة الدكتوراه الفخرية «دكتور في الاداب الإنسانية»، كلية بارد 2011.
• جائزة Siegfried Unseld مع عاموس عوز 2010.
• دكتوراه فخرية، جامعتي لوفن (اللتان اتفقتا لأول مرة على مشاركتهما في إعطاء هذه الشهادة)بلجيكا 2009.
• قائد البراءة من ترتيب ليوبولد بلجيكا 2006.
• حاصل على جائزة كاتالونيا الدولية السادس عشر جائزة 2004.
• حاصل على جائزة جامعة في المنفى، المدرسة الجديدة نيويورك 2004.
• حائز على ميداليات روزفلت للحريات الأربع لاهاي 2004.
• حاصل على جائزة The Lew Kopelew، كولون، ألمانيا 2002.
• حاصل على جائز جذور السلام، نيويورك 2002.
• حائز على جائزة Common Ground للصحافة في الشرق الأوسط، فائز الصحافة العربية لفئة وماذا بعد، القدس العربي 2001، بروكسل 2002.
• كرسي اليونسكو لحرية التعبير، جامعة القدس.
• جائزة السلام تيرني سان فالنتينو، إيطاليا 2002.
• حائز على جائزة السلام، مؤسسة السلام في الشرق الأوسط، واشنطن العاصمة 1994، اقتباس «الفيلسوف الفلسطيني الذي وضع نموذج لحل الدولتين للصراع، الآن يتضمن مجموعة من القواعد للحكم الذاتي الفلسطيني».

## مؤلفاته
1. «هل يتساوى عود كبريت مع كل فلسفتنا ؟» باللغة الفرنسة 2012.
2. «ما هي قيمة الدولة الفلسطينية؟» منشورات جامعة هارفرد 2011.
3. كان لنا وطن: حكاية فلسطيني.
4. «دون أبواق أو طبول» حل الدولتين للصراع الإسرائيلي الفلسطيني. مع مارك هيلر. نيويورك: هيل وانغ، 1991.
5. «ولادة الدولة الفلسطينية»، مختارات من مقالات منشورة في جرائد ومجلات بين 1987-1990، مكتب المعلومات الفلسطيني، بلجيكا.
6. «الحرية بين الحد والمطلق» دار الساقي، لندن 1995.
7. «مشارف المنطق»: مبحث الدراسات العربية 1982.
8. «القدس: نقاط الاحتكاك وخارجها» سري نسيبة وموشي موز، Kulwer Law International, 2000
9. مقدمات الوحي في شبه الجزيرة العربية، مؤسسة مؤمنون بلا حدود.
9. الوضع النهائي : القدس والعودة، مركزباحث للدراسات، بيروت، لبنان، 2007.
10. حكاية وطن: قضية شعب ورؤية جديدة، شركة المطبوعات للتوزيع والنشر، بيروت، 2008
11. أسس فلسفة ابن سينا، جامعة هارفارد، 1978.
12. الانتداب البريطاني في فلسطين: مجلد مئوي، 1920-2020
13. العقل القدسي: نظرية المعرفة الذاتية لابن سينا، 1989.

### استشهادات
1. ↑  Babelio | Sari Nusseibeh (بالفرنسية), QID:Q2877812
2. ↑   http://web.gencat.cat/ca/generalitat/premis/pic/. {{استشهاد ويب}}: |url= بحاجة لعنوان (مساعدة) والوسيط |title= غير موجود أو فارغ (من ويكي بيانات) (مساعدة)
3. ↑  Prospect Magazine 2008.
4. ↑  Dekker & Medearis 2010 The Joudeh family conserve a different version, according to which Saladin handed the keys over to their clan 10 days after his conquest of the Kingdom of Jerusalem from the Crusaders.Historic records attest to a transfer of the keys to a Muslim family, neutral to the contentious issue, when squabbling Christian families could not agree on the right of possession. (Masalha 2007).
5. 1 2 3 4 5 6 7 8 9 10 11  Nusseibeh 2009.
6. ↑  Amirav 2009.
7. 1 2 3 4 5  Nusseibeh 2009
8. 1 2  Remnick 2008.
9. 1 2  Nusseibeh 2008.
10. ↑  Benedikt 2004.
11. ↑  Nusseibeh 2012.
12. ↑  Spiegel 2012.
13. 1 2  El Moussaoui 2012.
14. ↑  Shulman 2012.
15. ↑  Nusseibeh 2014.
16. ↑  see Journal of Palestine Studies, Vol. 17, No. 3, Spring 1988, p.63–65 for the text of the Declaration of Principles, also known as the Fourteen Demands
17. 1 2  King 2007.
18. ↑  Amnesty International 1991.
19. 1 2  Eldar 2002.
20. ↑   نسخة محفوظة May 23, 2007, على موقع واي باك مشين.
21. ↑  "سري نسيبة: لا خيار امامنا الا التضحية بحق العودة". دنيا الوطن. مؤرشف من الأصل في 2021-09-17. اطلع عليه بتاريخ 2021-09-17.
22. ↑   نسخة محفوظة September 27, 2007, على موقع واي باك مشين.
23. ↑  BBC 2002.
24. ↑  Ross, Oakland. Palestinians revive idea of one-state solution. The Toronto Star. نسخة محفوظة 2012-10-24 على موقع واي باك مشين.
25. ↑   نسخة محفوظة September 28, 2007, على موقع واي باك مشين.
26. ↑  الخوري، كابي; Nusaybah, Sari (2011). "عرض كتاب: What is a Palestinian state worth?". المستقبل العربي. (بالإنجليزية). 34 (388). ISSN:1024-9834. Archived from the original on 2021-09-18.
27. ↑  Sari (2012). What is a Palestinian state worth? (بالإنجليزية). Cambridge, Mass.; London: Harvard University Press. ISBN:978-0-674-06435-5. OCLC:768071824. Archived from the original on 2021-09-18.
28. ↑  Sari; Palestine Information Office (The Hague) (1990). Palestine, a state is born (بالإنجليزية). The Hague: Palestine Information Office. OCLC:1196817768. Archived from the original on 2021-09-17.
29. ↑  الحرية بين الحد والمطلق. بيروت: دار الساقي،. 1995. ISBN:978-1-85516-503-8. OCLC:34287685. مؤرشف من الأصل في 2021-09-17.
30. ↑  مشارف المنطق. 1984. OCLC:236028867. مؤرشف من الأصل في 2021-09-17.
31. ↑  مقدمات الوحي في شبه الجزيرة العربية. 2020. OCLC:1201778023. مؤرشف من الأصل في 2021-09-17.
32. ↑  James A. Baker III Institute for Public Policy؛ باحث للدراسات (مركز : بيروت، لبنان) (2007). الوضع النهائي: القدس والعودة. OCLC:907948770. مؤرشف من الأصل في 2021-09-18. {{استشهاد بكتاب}}: |مؤلف2= باسم عام (مساعدة) والوسيط |author1= مفقود (مساعدة)
33. ↑  دايفيد، أنطوني (2008). حكاية وطن: قضية شعب ورؤية جديدة. بيروت: شركة المطبوعات للتوزيع والنشر،. OCLC:4770106041. مؤرشف من الأصل في 2021-09-17. {{استشهاد بكتاب}}: الوسيط |author1= مفقود (مساعدة)
34. ↑  Nuseibeh, Sari Anwar (1978). The foundations of Avicenna's philosophy: a thesis (Thesis) (بالإنجليزية). Cambridge, Mass.: Nuseibeh. Archived from the original on 2021-09-17.
35. ↑  Mikhaʾel Yosef; Nusseibeh, Sari (2020). The British mandate in Palestine: a centenary volume, 1920-2020 (بالإنجليزية). ISBN:978-0-367-13343-6. OCLC:1164603976. Archived from the original on 2021-09-17.
36. ↑  Nuseibeh, Sari (1989). "Al-'Aql al-Qudsī: Avicenna's Subjective Theory of Knowledge". studiaislamica Studia Islamica (بالإنجليزية) (69): 39–54. ISSN:0585-5292. Archived from the original on 2021-09-17.

### قائمة المراجع
- Amirav، Moshe (2009). Jerusalem Syndrome: The Palestinian-Israeli Battle for the Holy City. Sussex Academic Press. ISBN:978-1-845-19347-8. مؤرشف من الأصل في 2021-08-15.[وصلة مكسورة]
- "Israel and the Occupied Territories: Dr. Sari Nusseibeh: prisoner of conscience held in administrative detention". منظمة العفو الدولية. 21 مارس 1991. مؤرشف من الأصل في 2021-08-15. اطلع عليه بتاريخ 2011-09-23.
- Avnery، Uri (5 سبتمبر 2010). "Uri Avnery on Sari Nusseibeh and the Two-State vs One-State Solution". Palestine-Mandate. مؤرشف من الأصل في 2015-02-21. اطلع عليه بتاريخ 2011-09-23.
- "Arafat aide proposes demilitarised state". BBC News. بي بي سي نيوز. 13 يناير 2002. مؤرشف من الأصل في 2021-08-15. اطلع عليه بتاريخ 2016-01-09.
- Benedikt، Linda (9 يناير 2004). "Interview with Sari Nusseibeh". Media Monitors Network  [لغات أخرى]‏. مؤرشف من الأصل في 2008-10-07. اطلع عليه بتاريخ 2016-01-07.{{استشهاد بخبر}}:  صيانة الاستشهاد: علامات ترقيم زائدة (link)
- Bird، Kai (2010). Divided City: Coming of Age Between the Arabs and Israelis. Simon and Schuster. ISBN:9780857200198. مؤرشف من الأصل في 2021-08-15.
- Dekker، Ted؛ Medearis، Carl (2010). Tea with Hezbollah: Sitting at the Enemies Table Our Journey Through the Middle East. Crown Publishing Group. ISBN:978-0-307-58829-6. مؤرشف من الأصل في 2021-08-15.
- DPA (27 مايو 2005). "Union urges Al-Quds to fire Sari Nusseibeh". Haaretz. مؤرشف من الأصل في 2015-09-24. اطلع عليه بتاريخ 2011-09-23.
- Eldar، Akiva (20 ديسمبر 2002). "Arafat deposes Sari Nusseibeh as Jerusalem chief". Haaretz. مؤرشف من الأصل في 2015-09-24. اطلع عليه بتاريخ 2011-09-23.
- Nusseibeh، Sari (6 سبتمبر 2012). El Moussaoui، Naima (المحرر). "Interview with Sari Nusseibeh: Plea for Radical Pragmatism". Qantara.de. مؤرشف من الأصل في 2021-08-15. اطلع عليه بتاريخ 2016-01-07.

- isotalo، Riina (2007). "Palestinian return:Reflections on Unifying Discourses, Dispersing Practices and Residual narratives". في Benvenisti، Eyal؛ Gans، Chaim؛ Hanafi، Sari (المحررون). Israel and the Palestinian Refugees. Beiträge zum ausländischen öffentlichen Recht und Völkerrecht. Springer Science & Business Media. ص. 159–187. ISBN:978-3-540-68161-8.
- Killgore، Andrew I. (مارس 1991). "The True Crime of Palestinian Professor Sari Nusseibeh". Washington Report on Middle Eastern Affairs. مؤرشف من الأصل في 2007-09-30. اطلع عليه بتاريخ 2011-09-23.
- King، Mary Elizabeth (2007). A Quiet Revolution: The First Palestinian Intifada and Nonviolent Resistance. Nation Books. ص. 180. ISBN:978-0-786-73326-2. اطلع عليه بتاريخ 2016-01-09.
- Lis، Jonathan؛ Regular، Arnon (29 أبريل 2004). "Dr. Sari Nusseibeh arrested for hiring illegal Palestinian workers". Haaretz. مؤرشف من الأصل في 2015-09-24. اطلع عليه بتاريخ 2011-09-23.
- Masalha، Nur (2007). The Bible and Zionism: Invented Traditions, Archaeology and Post-Colonialism in Palestine- Israel. Zed Books. ISBN:9781842777619. مؤرشف من الأصل في 2021-08-15.
- Nusseibeh، Sari (2000). "The Future of Jerusalem A Palestinian Perspective". في Ma'oz، Moshe؛ Nusseibeh، Sari (المحررون). Jerusalem: points of friction, and beyond. BRILL. ص. 7–10. ISBN:978-90-411-8843-4. اطلع عليه بتاريخ 2011-09-23.
- Nusseibeh، Sari (24 سبتمبر 2001). "What next?". Haaretz. مؤرشف من الأصل في 2012-03-19. اطلع عليه بتاريخ 2011-09-23.
- Nusseibeh، Sari (2008). "Negotiating the City: A perspective of a Jerusalemite". في Mayer، Tamar؛ Mourad، Suleiman A. (المحررون). Jerusalem: Idea and Reality. Routledge. ص. 198–204. ISBN:978-1-134-10287-7.
- Nusseibeh، Sari (2009) [2007]. Once Upon A Country: A Palestinian Life. London: Halban Publishers. ISBN:978-1-905559-05-3. مؤرشف من الأصل في 2021-11-09. اطلع عليه بتاريخ 2011-09-23.[وصلة مكسورة]
- Nusseibeh، Sari (2012). What Is a Palestinian State Worth?. Harvard University Press. ISBN:978-0-674-05949-8. مؤرشف من الأصل في 2021-08-15. اطلع عليه بتاريخ 2016-01-07.
- Nusseibeh، Sari (21 فبراير 2012). Doerry، Martin؛ von Mittelstädt، Juliane (المحررون). "A Palestinian Take on the Mideast Conflict: 'The Pursuit of a Two-State Solution Is a Fantasy'". دير شبيغل. مؤرشف من الأصل في 2021-02-26. اطلع عليه بتاريخ 2016-01-07.
- Nusseibeh، Sari (25 يونيو 2014). "How Israel Can Avoid a Hellish Future". هاآرتس. مؤرشف من الأصل في 2015-06-27. اطلع عليه بتاريخ 2016-01-09.
- "Intellectuals—the results". Prospect Magazine  [لغات أخرى]‏. يوليو 2008. مؤرشف من الأصل في 2021-04-29. اطلع عليه بتاريخ 2016-01-07.{{استشهاد بخبر}}:  صيانة الاستشهاد: علامات ترقيم زائدة (link)
- Remnick، David (2008). "Rage and reason:Saari Nusseibeh and the PLO". Reporting: Writings from the New Yorker. Pan Macmillan. ص. 330–344. ISBN:978-0-330-47129-9.
- Rubenberg، Cheryl (2003). The Palestinians: In Search of a Just Peace. Lynne Rienner Publishers. ص. 93. ISBN:978-1-58826-225-7. اطلع عليه بتاريخ 2011-09-23.
- Rubinstein، Danny (12 نوفمبر 2001). "An Exception to the Rule". Haaretz. مؤرشف من الأصل في 2015-09-24. اطلع عليه بتاريخ 2011-09-23.
- Wallach، John؛ Wallach، Janet (1994). The New Palestinians: The Emerging Generation of. Crown Publishing Group. ISBN:978-1-559-58429-6.
- Shulman، David (24 فبراير 2012). "Israel & Palestine: Breaking the Silence". نيويورك ريفيو أوف بوكس. مؤرشف من الأصل في 2015-09-06. اطلع عليه بتاريخ 2016-01-07.

## روابط خارجية
- سري نسيبة على موقع مونزينجر (الألمانية)